# Palazzo Giustinian (Dorsoduro)

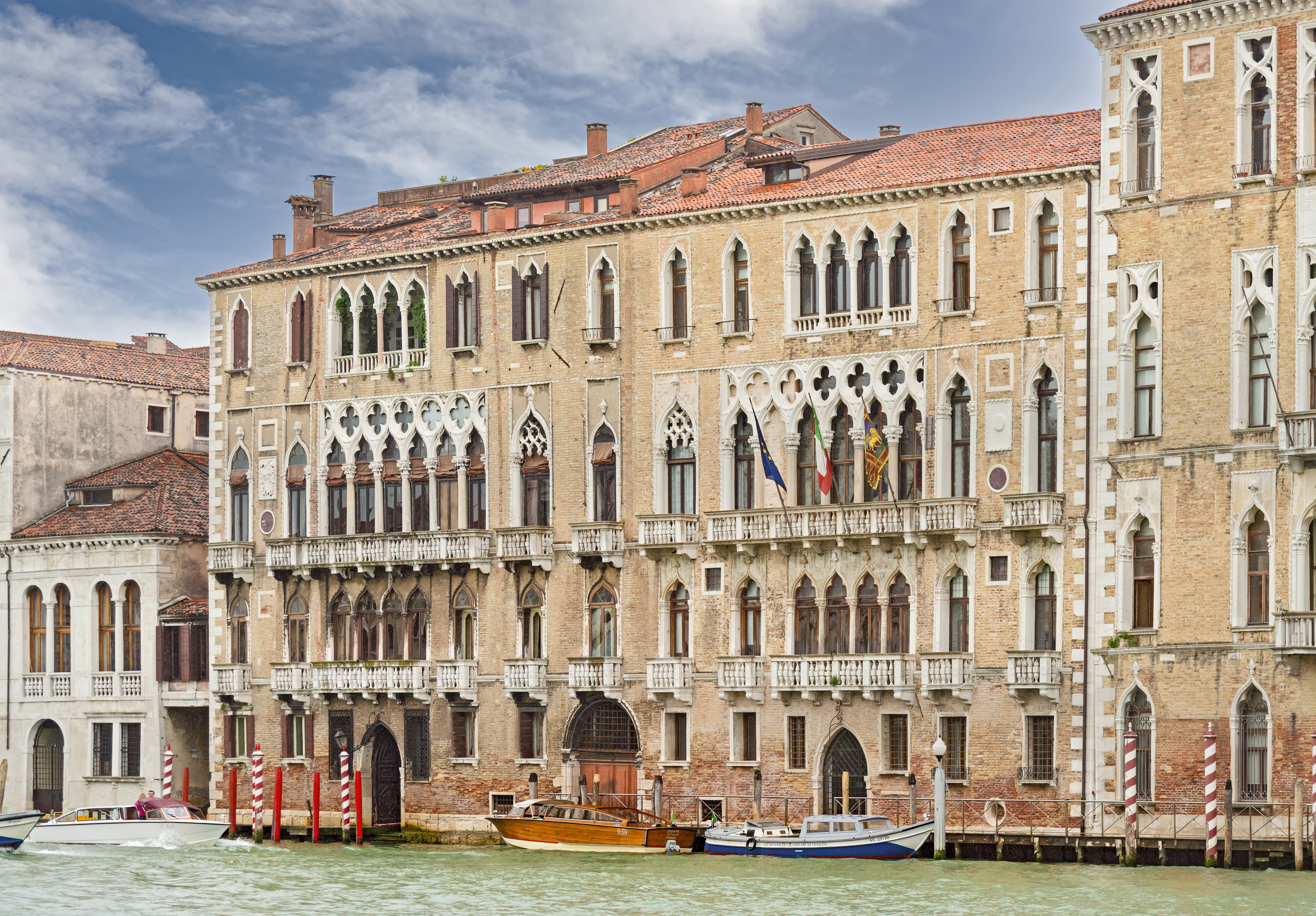
Palazzo Giustinian (links) und Ca’ Foscari vom Campo San Samuele aus

Der Palazzo Giustinian ist ein Palast in Venedig in der italienischen Region Venetien. Er liegt im Sestiere Dorsoduro mit landseitigem Zugang vom Campiello dei Squellini neben der Kirche San Barnaba und Blick auf den Canal Grande neben der Ca’ Foscari. Wie dieser ist der Palazzo Giustinian eines der besten Beispiele für die venezianische Spätgotik.
Der Palazzo Giustinian ist ein einheitliches Gebäude, auch wenn er sich eigentlich aus zwei Gebäuden zusammensetzt: Der rechte Palast, in dem Teile der Università Ca’ Foscari di Venezia untergebracht sind, wird Ca’ Giustinian dei Vescovi (nach dem Familienzweig, der dort lebte) genannt, der linke (Eigentum der friaulischen Adelsfamilie Brandolini d’Adda) wird als Ca’ Giustinian dalle Zogie (dt. „Schmuck“) bezeichnet.

## Geschichte

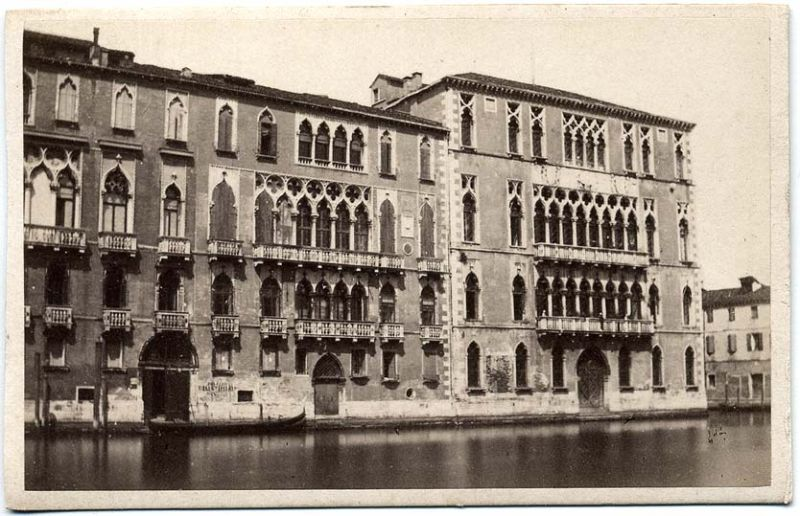
Palazzo Giustinian auf einem historischen Foto von Carlo Naya, ca. 1869

Die beiden Zwillingsgebäude wurden in der zweiten Hälfte des 15. Jahrhunderts, um 1452, errichtet, vermutlich unter Mitarbeit von Bartolomeo Bon und Giovanni Bon. Der Auftrag dazu kam von der prestigeträchtigen und sehr alten Familie Giustinian. Die beiden Gebäude waren damals für die beiden Zweige der Familie gedacht und erst nach einer gewissen Zeit wurden sie vereinigt und durch den Mittelteil der Fassade aneinander angeglichen
Giuseppe Darù, auch Eigentümer des benachbarten Ca' Foscari, beauftragte einen größeren Umbau. Im 19. Jahrhundert, als der Palast verkauft worden war, wohnte der Maler Natale Schiavoni, der dort eine wertvolle Kunstsammlung untergebracht hatte, dort und der Komponist Richard Wagner schuf 1858–1859 dort den zweiten Akt von Tristan und Isolde. Letzterer lebte sieben Monate lang in dem Palast im Zuge seiner ersten Venedigreise. Ebenfalls in dieser Zeit wurde im Garten hinter dem Palast eine Gehölzgruppe angepflanzt, einer der wenigen, die es heute noch in Venedig gibt. Andere berühmte Bewohner des Palastes waren der US-amerikanische Romancier William Dean Howells, der von 1861 bis 1865 Konsul in Venedig war. 1866 veröffentlichte er in Erinnerung an seine eigenen Erfahrungen in der Stadt sein Werk Venetian Life. Auch wohnte dort 1925–1935 der ungarische Violinist Franz von Vecsey und man sagt, dass die Gondolieri die Touristen unter seinen Fenstern vorbeifuhren, damit diese dem Geiger zuhören konnten, wenn er spielte.

## Beschreibung

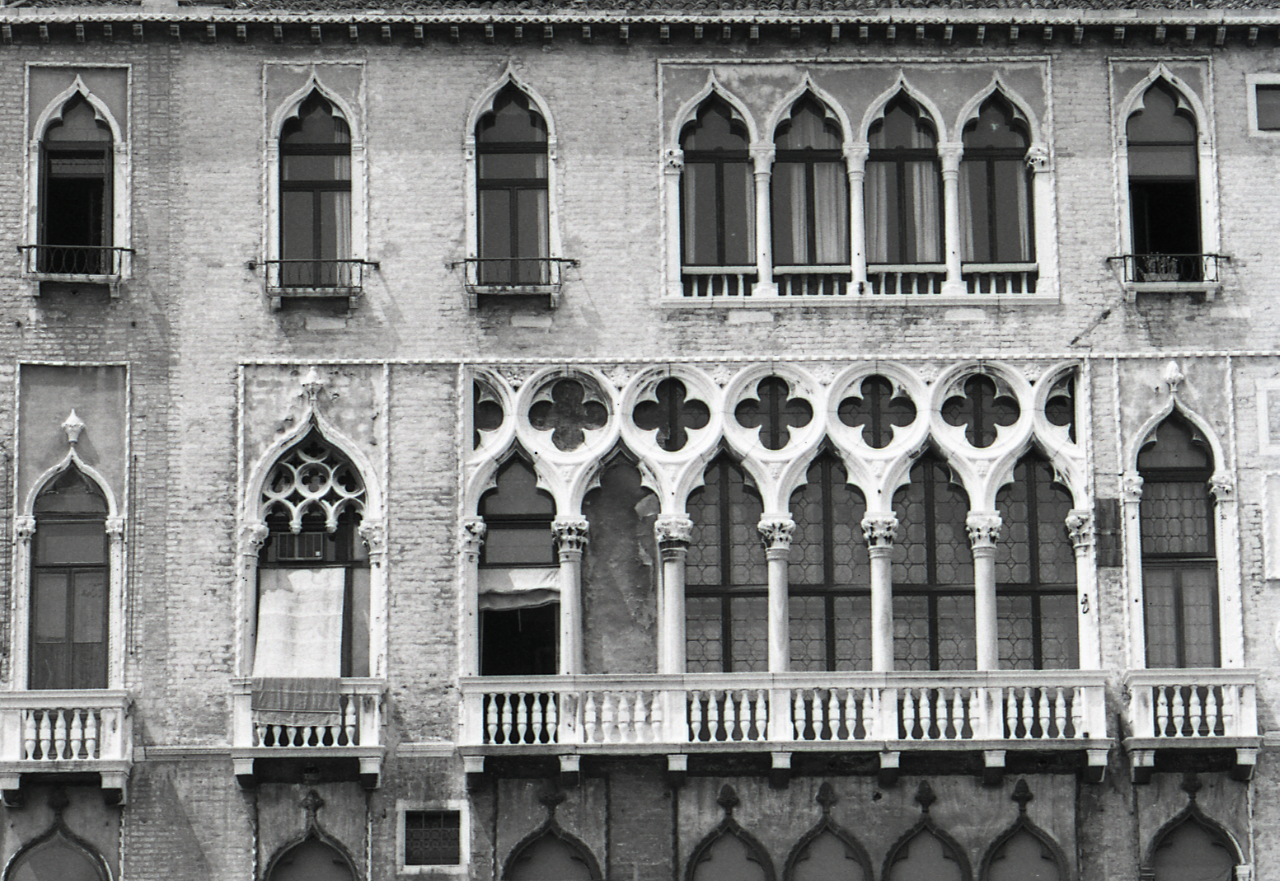
Detail der Fassade. Foto von Paolo Monti, 1969

Die Paläste, die einen L-förmigen Grundriss und vier Stockwerke haben, haben mit dem Ca’ Foscari viele Schmuckelemente an der Fassade gemeinsam. Die gesamte Fassade, die sich über 44 Meter erstreckt, ist quasi an einer Mittelachse symmetrisch ausgerichtet und erscheint präzise erstellt, sodass sie dem Gebäude architektonische Kompaktheit verleiht, die aber noch als Verschmelzung zweier Gebäude wahrgenommen wird, im Gegensatz zu den Verhältnissen am Palazzo Bembo. Die nicht vorhandene Kompaktheit der Fassade ist auf den Grundriss dieses Gebäudes zurückzuführen. Die Mittelachse ist im Erdgeschoss keine rein geometrische mehr, sondern wird zum dritten (zentralen) Portal zum Wasser, das Zugang zur rückwärtigen Gasse vermittelt, die die beiden Gebäude und ihre jeweiligen Höfe trennt.
Jedes der beiden Gebäude hat Mehrfachfenster in der Mitte, um die Empfangsräume zu belichten: Das erste und das dritte Hauptgeschoss haben nur einfache Vierfachfenster, während das zweite Hauptgeschoss ein außermittiges Sechsfachfenster, das durch das berühmte Motiv der Vierpassbögen vornehm wirkt, geziert ist. Eigentlich sind die Sechsfachfenster nicht außermittig, sondern symmetrisch an einer anderen Achse ausgerichtet, nämlich der, die durch das mittlere Portal definiert wird. Die Einzelfenster, die die mittleren Mehrfachfenster umgeben, haben Kielbögen oder Dreipassbögen mit herausgehobenen Blumen. Zwei größere Einzelfenster im zweiten Obergeschoss zeigen aufwändige Durchbrüche mit hängenden Kapitellen. Diese bilden mit Trennwand aus Marmor unter den Bögen, die mit hängenden Bögen durchbrochen ist, „eine engere und kontinuierlichere und architektonische Phrasierung“, wie Umberto Francoi sagte. Andere schlossen sich dieser Sicht der Dinge an, gaben aber zu bedenken, dass sich hinter diesen Fenstern nur ein einziger Raum verberge. Von besonderem Wert sind die Kapitelle mit Engelsköpfen. Die Kanten sind mit einem Sägezahnmuster, ausgeführt in Kalkstein aus Istrien, verziert. Der Zweck dieses Rahmens scheint genau der, der Struktur Kompaktheit zu verleihen.
Wenn man sich den Grundriss anschaut, so scheint dieser nach genauen logistischen Regeln gestaltet und die Gebäude an den Grenzen und persönlichen Bedürfnissen der beiden Familienzweige ausgerichtet, die dort gewohnt haben. Insbesondere war es notwendig, zwei Innenhöfe, zwei Treppen und zwei Zugänge zu bauen. Die Innenhöfe haben Zinnen, die aussehen, als stammten sie aus dem Mittelalter. Insbesondere haben die beiden Gebäude keinen gemeinsamen Innenhof, sondern zwei, sodass jedes Gebäude einen kleinen Innenhof besitzt und dahinter einen Garten größeren Ausmaßes. Diese Gärten sind sehr unterschiedlich: Das Ca’ Giustinian dei Vescovi hat einen Hinterhof, der von lombardischen Säulen mit ionischen Kapitellen umgeben und durch eine gotische Treppe charakterisiert ist, unter der eine Platte mit dem Text „Restauratum 1902. Helen d’Aubery“ angebracht ist. Das Ca’ Giustinian dalle Zolie dagegen hat nicht nur einen Hof, sondern auch einen großen Garten mit Puteal. Es gab einmal zwei Treppen, die durch eine Loggia abgeschlossen waren.
Das Innere des Ca’ Giustinian dei Vescovi ist durch einen großen Empfangssalon mit Stuckarbeiten charakterisiert. Die Decke wurde von Giovanni Battista Cedini geschaffen und trägt ein Fresko, das von verschiedenen Künstlern erstellt wurde. Der Empfangssalon des südlichen Gebäudeteils zeigt dagegen Wappen der alten Eigentümerfamilie in vergoldeten Rahmen.